# Benazouz
Benazouz (em árabe: ﺑﻦ ﻋﺰوز) é uma comuna localizada na província de Skikda, Argélia. De acordo com o censo de 2008, a população total da cidade era de 29 162 habitantes.